# Molins de Rei
Molins de Rei település Spanyolországban, Barcelona tartományban. Lakosainak száma 26 948 fő (2024).

## Földrajza
Molins de Rei Barcelona, Sant Cugat del Vallès, Sant Feliu de Llobregat, Sant Vicenç dels Horts, Pallejà és El Papiol községekkel határos.

## Népesség
A település lakosságának változását az alábbi diagram mutatja:
| Lakosok száma | 317  | 2661 | 7364 | 10 191 | 17 957 | 22 496 | 24 067 | 25 152 | 25 868 | 26 948 |
|               | 1717 | 1887 | 1936 | 1960   | 1986   | 2004   | 2009   | 2014   | 2019   | 2024   |